# Cocas
 (novembre 2023).
Si vous disposez d'ouvrages ou d'articles de référence ou si vous connaissez des sites web de qualité traitant du thème abordé ici, merci de compléter l'article en donnant les références utiles à sa vérifiabilité et en les liant à la section « Notes et références ».
La coca algérienne est un type de tourte qui consiste en deux pâtes feuilletées superposées avec entre elles, une farce appelée frita (à base de poivrons, tomates et oignons frits). La coca algérienne et les plats nords-africains analogues ont, dans le cadre d'Al-Andalus permis la création de l'empanada espagnole. Cette recette algérienne est devenue très populaire auprès des colons durant l'occupation coloniale de l'Algérie du fait de la proximité de cette recette avec les goût italiens et espagnols (nationalité d'origine de la plupart des colons en Algérie durant l'occupation coloniale),.
La coca est très appréciée par les algériens et consommée dans divers contextes : sur le pouce, ramadan, pique-nique...

## Variantes de lacoca
Ce plat est un plat traditionnel de la street food algérienne et de la cuisine pied-noir originaire d'Algérie (qui se différencie de la cuisine algérienne par des habitudes alimentaires influencées au cours de l'histoire par l'occupation coloniale à prédominance chrétienne et antérieurement d'une part, par l'arrivée des Juifs expulsés d'Espagne au XVe siècle et, d'autre part, par la présence espagnole à Oran.

## Différences avec lacocacatalane
Si la coca catalane est peut-être à l'origine de la coca des pieds-noirs, il ne faut pas les confondre. La coca des pieds-noirs est un chausson fourré et la coca catalane est, en principe, un gâteau ou un cake, sucré ou salé. D'ailleurs, le mot coca en catalan vient du hollandais ancien (la Catalogne appartenait au Saint-Empire romain germanique) comme les mots kuchen et cake. À noter : le mot catalan au pluriel devient coques, par contre, en espagnol, le mot coca devient cocas au pluriel.
Selon les villes et également selon les fêtes, en Catalogne (et aussi, de nos jours, dans le reste de l'Espagne), on trouve une grande variété de coques sucrées ou salées, faites avec une pâte recouverte d'ingrédients divers et cuites au four, qui, en principe, se mangent froides. Il y a donc de très nombreuses variétés de coques catalanes (voir coca catalane) alors qu'il n'y a qu'une seule coca algérienne (pied-noir) qui est un chausson fourré.  